# Novica Cerović
Novica Cerović, črnogorski general, * 1805, † 1895.